# France aux Jeux olympiques d'été de 1964
L'équipe de France olympique participe aux Jeux olympiques d'été de 1964 à Tokyo. Elle y remporte quinze médailles : une en or, huit en argent et six en bronze, se situant à la 21e place des nations au tableau des médailles. L'athlète Michel Macquet est le porte-drapeau d'une délégation française comptant 142 sportifs (120 hommes et 22 femmes).

## Bilan général
| Place | Sport       | Médaille d'or, Jeux olympiques | Médaille d'argent, Jeux olympiques | Médaille de bronze, Jeux olympiques | Total |
| 1     | Équitation  | 1                              | 1                                  | 0                                   | 2     |
| 2     | Escrime     | 0                              | 2                                  | 3                                   | 5     |
| 3     | Athlétisme  | 0                              | 1                                  | 1                                   | 2     |
| 4     | Aviron      | 0                              | 1                                  | 0                                   | 1     |
| 4     | Boxe        | 0                              | 1                                  | 0                                   | 1     |
| 4     | Canoë-Kayak | 0                              | 1                                  | 0                                   | 1     |
| 4     | Natation    | 0                              | 1                                  | 0                                   | 1     |
| 8     | Cyclisme    | 0                              | 0                                  | 2                                   | 2     |
| Total | Total       | 1                              | 8                                  | 6                                   | 15    |

## Liste des médaillés français

### Médailles d'or
| Sport              | Discipline       | Sportifs                  | Performance |
| Médailles d'or : 1 |                  |                           |             |
| Équitation         | Saut d’obstacles | Pierre Jonquères d'Oriola |             |

### Médailles d'argent
| Sport                  | Discipline                   | Sportifs                                             | Performance  |
| Médailles d'argent : 8 |                              |                                                      |              |
| Athlétisme             | 800 m (F)                    | Maryvonne Dupureur                                   | 2 min 01 s 9 |
| Aviron                 | Deux avec barreur (H)        | Jacques Morel Georges Morel Jean-Claude Darouy       |              |
| Boxe                   | 71 kg (H)                    | Joseph Gonzales                                      |              |
| Canoë-kayak            | C2 1 000 m (H)               | Jean Boudehen Michel Chapuis                         |              |
| Équitation             | Saut d’obstacles par équipes | Pierre Jonquères d'Oriola Janou Lefèbvre Guy Lefrant |              |
| Escrime                | Fleuret (H)                  | Jean-Claude Magnan                                   |              |
| Escrime                | Sabre (H)                    | Claude Arabo                                         |              |
| Natation               | 100 m dos (F)                | Christine Caron                                      |              |

### Médailles de bronze
| Sport                   | Discipline              | Sportifs                                                                            | Performance |
| Médailles de bronze : 6 |                         |                                                                                     |             |
| Athlétisme              | 4 x 100 m (H)           | Jocelyn Delecour Paul Genevay Bernard Laidebeur Claude Piquemal                     | 39 s 3      |
| Cyclisme sur piste      | km contre la montre (H) | Pierre Trentin                                                                      |             |
| Cyclisme sur piste      | Vitesse (H)             | Daniel Morelon                                                                      |             |
| Escrime                 | Fleuret (H)             | Daniel Revenu                                                                       |             |
| Escrime                 | Fleuret par équipes (H) | Jacky Courtillat Jean-Claude Magnan Christian Noël Daniel Revenu Pierre Rodocanachi |             |
| Escrime                 | Épée par équipes (H)    | Claude Bourquard Claude Brodin Jacques Brodin Yves Dreyfus Jack Guittet             |             |

## Engagés français par sport

### Athlétisme
| Épreuve           | Hommes                                                                                           | Femmes                                                                               |
| ----------------- | ------------------------------------------------------------------------------------------------ | ------------------------------------------------------------------------------------ |
| 100 m             | Roger Bambuck : 1/4 de finale Claude Piquemal : 1/2 finale Bernard Laidebeur : 1/4 de finale     | Danielle Guéneau : 1/4 de finale Christiane Cadic : 1/4 de finale                    |
| 200 m             | Roger Bambuck : 1/2 finale Paul Genevay : 1/2 finale Jocelyn Delecour : 1/2 finale               | Michèle Lurot : séries                                                               |
| 400 m             | Jean-Pierre Boccardo : 1/2 finale                                                                | Évelyne Lebret : finale (8e place)                                                   |
| 800 m             | Maurice Lurot : 1/2 finale François Châtelet : séries                                            | Maryvonne Dupureur : Médaille d'argent (2 min 01 s 9)                                |
| 1 500 m           | Michel Bernard : finale (7e place) Jean Wadoux : finale (9e place)                               |                                                                                      |
| 5 000 m           | Michel Jazy : finale (4e place) Jean Vaillant : séries Jean Fayolle : séries                     |                                                                                      |
| 10 000 m          | Jean Vaillant : finale (15e place) Jean Fayolle : finale (13e place)                             |                                                                                      |
| 20 km marche      | Henri Delerue : 13e                                                                              |                                                                                      |
| 50 km marche      | Henri Delerue : 15e                                                                              |                                                                                      |
| 80 m haies        |                                                                                                  | Marlène Canguio : séries                                                             |
| 110 m haies       | Marcel Duriez : finale (6e place) Bernard Fournet : séries                                       |                                                                                      |
| 400 m haies       | Robert Poirier : séries Jean-Jacques Behm : séries                                               |                                                                                      |
| 3 000 m steeple   | Guy Texereau : finale (6e place)                                                                 |                                                                                      |
| 4 x 100 m         | Paul Genevay, Bernard Laidebeur, Claude Piquemal, Jocelyn Delecour : Médaille de bronze (39 s 3) | Marlène Canguio, Danielle Guéneau, Michèle Lurot, Denise Guénard : finale (8e place) |
| 4 x 400 m         | Michel Hiblot, Bernard Martin, Germain Nelzy, Jean-Pierre Boccardo : finale (8e place)           |                                                                                      |
| Saut en hauteur   | Robert Sainte-Rose : qualifications Mahamat Idriss : finale (9e place)                           |                                                                                      |
| Saut à la perche  | Hervé d'Encausse : finale (15e place) Maurice Houvion : qualifications                           |                                                                                      |
| Saut en longueur  | Alain Lefèvre : qualifications Jean Cochard : finale (5e place)                                  |                                                                                      |
| Triple saut       | Éric Battista : qualifications                                                                   |                                                                                      |
| Lancer du marteau | Guy Husson : qualifications                                                                      |                                                                                      |
| Lancer du javelot | Michel Macquet : qualifications                                                                  | Michèle Demys : finale (10e place)                                                   |
| Pentathlon        |                                                                                                  | Denise Guénard : 12e place                                                           |

### Aviron
- Michel Viaud
- André Sloth
- Claude Pache
- Joseph Moroni
- Bernard Monnereau
- Bernard Meynadier
- Philippe Malivoir
- Pierre Maddaloni
- Gérard Jacquesson
- Jean-Pierre Grimaud
- Yves Fraisse
- André Fevret
- Robert Dumontois
- Michel Dumas
- René Duhamel
- Jean-Pierre Drivet
- Émile Clerc
- Roger Chatelain
- Alain Bouffard
- Jacques Morel
- Georges Morel
- Jean-Claude Darouy

### Boxe
- Bernard Thébault
- Jacques Marty
- Jacques Cotot
- Joseph Gonzales

### Canoë-kayak
- Michel Chapuis
- Jean Boudehen

### Cyclisme
- Jean-Claude Wuillemin
- Robert Varga
- Jacques Suire
- Christian Raymond
- Joseph Pare
- Bernard Guyot
- André Desvages
- Christian Cuch
- Georges Chappe
- Marcel-Ernest Bidault
- Francis Bazire
- Lucien Aimar
- Pierre Trentin
- Daniel Morelon

### Équitation
- Jéhan Le Roy
- Jack Le Goff
- Hugues Landon
- Jean de Croutte de Saint Martin
- Guy Lefrant
- Janou Lefèbvre
- Pierre Jonquères d'Oriola

### Escrime
- Catherine Rousselet-Ceretti
- Colette Revenu
- Jean-Ernest Ramez
- Marcel Parent
- Annick Level
- Jacques Lefèvre
- Brigitte Gapais-Dumont
- Robert Fraisse
- Marie-Chantal Depetris-Demaille
- Pierre Rodocanachi
- Christian Noël
- Jack Guittet
- Yves Dreyfus
- Jacky Courtillat
- Jacques Brodin
- Claude Brodin
- Claude Bourquard
- Claude Arabo
- Daniel Revenu
- Jean-Claude Magnan

### Gymnastique
- Michel Bouchonnet, 83e du concours général
- Jacqueline Brisepierre, 64e du concours général
- Évelyne Letourneur
- Christian Guiffroy
- Bernard Fauqueux
- Monique Baelden

### Haltérophilie
- Marcel Paterni
- Rolf Maier

### Judo
- Gaston Lesturgeon
- Jacques Le Berre
- Lionel Grossain
- André Bourreau
- Sydney Arous

### Lutte
- André Zoete
- René Schiermeyer
- Georges Ballery

### Natation
- Monique Piétri
- Francis Luyce
- Gérard Gropaiz
- Alain Gottvallès
- Jean-Pascal Curtillet
- Robert Christophe
- Pierre Canavèse
- Françoise Borie
- Kiki Caron

### Tir
- Jean Renaux
- Michel Prévost
- Pierre Guy
- Claude Foussier

### Voile
- Alain-François Lehoerff
- Gérard Devillard
- Marcel-André Buffet